# Say It Right
"Say It Right" je pjesma koju su napisali pjevačica Nelly Furtado, Timbaland i Danja za njen treći album Loose. Pjesmu su producirali Timbaland i Danja i objavili to kao četvrti singl albuma u Europi u studenom 2006. godine, te kao treći singl u SAD-u i Australiji. Pjesma je došla do vrha ljestvica u više od 15 zemalja, među ostalima u SAD-u, Francuskoj, Novom Zelandu, Kanadi i brojnim europskim zemljama.

## Uspjeh pjesme
U SAD-u pjesma je debitirala na 93. poziciji i u svojem četrnaestom tjednu na listi pjesma dostiže prvo mjesto. Tako je Furtado ostvarila svoj drugi broj 1 singl u SAD-u nakon "Promiscuous". Pjesma je ostala na prvom mjestu jedan tjedan. "Say It Right" je druga najslušanija pjesma na američkom radiju 2007. godine. U Australiji pjesma je dosegla najvišu poziciju na 2. mjestu. U Ujedinjenom Kraljestvu pjesma debitira na 37. poziciji, a najvišu poziciju ostvaruje na 10. mjestu. U Španjolskoj pjesma je imala veliki uspjeh; dostigla je vrh tamošnje liste singlova na dva tjedna. Pjesma je postala njen četvrti broj 1 u toj zemlji nakon "Fotografía", "Te Busqué" i "All Good Things (Come to an End)". "Say It Right" je postala najuspješnija pjesma Nelly Furtado u Australiji, Austriji, Rumunjskoj, Švicarskoj i Švedskoj.

## Popis pjesama
UK CD1 singl
1. "Say It Right" (radio edit)
2. "Maneater" (uživo)

UK CD2 singl
1. "Say It Right" (radio edit)
2. "What I Wanted"
3. "Say It Right" (Peter Rauhofer Club Mix Part 1)
4. "Say It Right" (Video)

digitalni download
1. "Say It Right" (Radio Edit)
2. "What I Wanted"
3. "Say It Right" (iTunes Live Session)

EP s remixima
1. "Say It Right" (Peter Rauhofer Club Mix Part 1)
2. "Say It Right" (Dave Aude Dummies Radio Edit)
3. "Say It Right" (Erick Right Remix)
4. "Say It Right" (Firscia & Lamboy Electrotribe Radio Mix)
5. "Say It Right" (Menage Acid Mix)
6. "Say It Right" (Manon Dave Remix)

## Povijest izdanja
| Država     | Datum               |
| ---------- | ------------------- |
| SAD        | 31. listopada 2006. |
| Kanada     | 1. prosinca 2006.   |
| Australija | 2. prosinca         |
| Europa     | 2. ožujka 2007.     |
| UK         | 5. svibnja 2007.    |
| Francuska  | 21. svibnja 2007.   |

## Top ljestvice
| Ljestvice (2006/2007)             | Najviša pozicija |
| --------------------------------- | ---------------- |
| Australija                        | 2                |
| Austrija                          | 2                |
| Kanada                            | 5                |
| Česka                             | 1                |
| Nizozemska                        | 2                |
| Europa                            | 2                |
| Finska                            | 15               |
| Njemačka                          | 1                |
| Mađarska                          | 1                |
| Francuska                         | 6                |
| Irska                             | 12               |
| Izrael                            | 1                |
| Italija                           | 1                |
| Novi Zeland                       | 1                |
| Norveška                          | 2                |
| Slovenija                         | 1                |
| Švedska                           | 11               |
| Švicarska                         | 1                |
| Ujedinjeno Kraljevstvo            | 10               |
| SAD Billboard Hot 100             | 1                |
| SAD Billboard Hot Dance Club Play | 1                |